# Rolf Mellström
Rolf Allan Mellström, född 22 maj 1896 i Stockholm, död 11 maj 1953, var en svensk målare, grafiker och tecknare. 
Han var son till grosshandlaren Johan Mellström och Maria Gustava Victorin och från 1917 gift med Ingeborg Thomesen. Mellström studerade vid Althins målarskola 1911-1813 och vid Hallströms målarskola 1914-1915 samt periodvis för Bruno Liljefors 1912-1915 samt under ett flertal studieresor till länder i Europa och norra Afrika. Han studerade grafiska tekniker för Hjalmar Molin under 1820-talet. Han medverkade i den Nordenskiöldska filmexpeditionen till Färöarna 1929 och i den Åländska filmexpeditionen 1937. Tillsammans med Harald Klinckowström ställde han ut i Stockholm 1916 och kom därefter att ställa ut separat ett 30-tal gånger i bland annat Köpenhamn, Stockholm, Malmö, Örebro och Linköping. Han medverkade i samlingsutställningar arrangerade av Sveriges allmänna konstförening och internationella utställningar i Los Angeles, Pittsburgh, Brooklyn, San Francisco och Berlin. En minnesutställning med hans konst visades i Hälleforsnäs 1954 och på Galerie Moderne i Stockholm 1956. Hans konst består av genrebilder, naturmiljöer, djur och landskapsmiljöer från Östersjökusten. Som illustratör illustrerade han bland annat Harry Blombergs Männen från havet, Sven Barthels Atlant och Rudolf Söderbergs Vild mark. Mellström är representerad vid Göteborgs konstmuseum, Moderna museet, Norrköpings konstmuseum, Sörmlands museum, Prins Eugens Waldemarsudde, Museum of History Science and Art i Los Angeles, samt Gallery of Science and Art i New York.